# Brett Hull
Brett Andrew Hull (Belleville, Ontario, Kanada, 1964. augusztus 9. –) NHL-játékos, a legendás Bobby Hull fia és Dennis Hull unokaöccse. A karrierje kezdetén kevesen látták benne a jövő sztárját. 2005. október 15-én jelentette be visszavonulását. Karrierje során 741 gólt ütött, amivel az örökranglista harmadik helyén áll. A Calgary Flames-ben, a St. Louis Blues-ban, a Dallas Stars-ban, a Detroit Red Wings-ben és a Phoenix Coyotes-ban játszott pályafutása során. 2009-ben beválasztották a Jégkorong Hírességek Csarnokába

## Karrier
A BCJHL-ben szereplő Penticton Knights-ból draftolta a Calgary Flames az 1984-es NHL-drafton a hatodik körben a 117. helyen. Ezután két évet a Minnesota Duluthi Egyetem játékosaként töltött el majd az 1985–1986-os szezon rájátszásában elkezdte profi pályafutását. Az 1986–1987-es szezon döntő többségét az alsóbb osztályban szereplő Moncton Golden Flames-ban töltötte ahol bekerült az AHL Első All-Star Csapatába és megnyerte a Dudley "Red" Garrett-emlékdíjat (ami a legjobb újoncnak jár) mielőtt végleg az NHL-ben maradt 1987–1988-as szezont követően. 1988. március 7-én a St. Louis Blues-hoz került ahol a pályafutása jelentős részét töltötte. A Blues-ban eltöltött évek alatt a liga egyik legjobb góllövője lett, amit a csapattárs Adam Oates-nak is nagymértékben köszönhet, mert ő iszonyatosan pontos passzokat adott neki. Csak "Hull és Oates" párosnak hívták őket a Hall & Oates zenei páros után. Az 1990–1991-es szezonban Hull 86 gólt lőtt, ami a harmadik legtöbb a liga történetében (Wayne Gretzky lőtt 87-et és 92-t). Ebben az évben megválasztották a liga MVP-jévé. Az 1991–1992-es szezon közben Oates a Boston Bruins-ba szerződött és jött helyette Craig Janney aki szintén jó játékos volt de nem annyira mint Oates. Ezután Hull teljesítménye visszaesett és soha többé nem érte el azokat a magasságokat mint akkor. 11 idényt követően elhagyta a Bluest és szabad ügynökként a Dallas Stars-ba igazolt az 1998–1999-es szezon előtt. A csapatban már foglalt volt a 16-os mez (Pat Verbeek viselte) ami Hull száma volt egész pályafutása során így a 22-es számot választotta de miután 1999-ben a szezon után Verbeek távozott megkapta a 16-os mezt. Ebben az évben Stanley-kupához segítette a Dallas-t. A döntő hatodik mérkőzésének harmadik hosszabbításában a saját kipattanóját ütötte be a Buffalo Sabres hálóőrének Dominik Hašeknak. A videó visszajátszások azt mutatták hogy a korcsolyája a kapus előtti festett mezőben volt és így a szabályok szerint nem lehetett volna megadni a gólt. Miközben a Stars játékosai ünnepeltek a videóbírók elemezték az esetet és úgy döntöttek, hogy a három egymást követő lövésből az utolsónál ami bement, Hull teljes mértékben birtokolta a korongot (a szabály megengedi, hogy a játékos bevigye a festett részbe a korongot és onnan szerezzen gólt) így megadták a gólt. Még ma is sokan vitatják a gól érvényességét és ez a legvitatottabb kupa győztes gól a történelemben. A festett részre vonatkozó szabályt amit 1997-ben vezettek be a következő szezonban megváltoztattak. Hull és Hasek 2002-ben Stanley-t nyertek a Detroittal, mint csapattársak. 2001-ben csatlakozott a Detroithoz, mint szabadügynök. Ugyanúgy, mint a Dallasban itt sem viselhette a 16-os mezt mert azt Vlagyimir Konstatyinov viselte de az 1997-es győzelem után hat nappal autóbalesetet szenvedett minek következtében agykárosodást szenvedett. A tiszteletére ugyan nem hivatalosan de visszavonultatták a 16-os számot. Az itt töltött három szezonban Hull a 17-es számot viselte. A 2002-es évben az amerikai válogatottal az olimpián ezüstérmet nyert és a Detroit kupa sikerében is nagy szerepe volt a rájátszásban ütött tíz góljával. Egy sorban volt két ifjú titánnal Pavel Dacjukkal és Boyd Devereaux-val, amit csak a "két gyerek és a kecske"-ként emlegetett.

## Karrier statisztika
| 1982–1983       | Penticton Knights     | BCJHL           | 50   | 48  | 56  | 104  | 27  | —   | —   | —  | —   | —  |
| 1983–1984       | Penticton Knights     | BCJHL           | 56   | 105 | 83  | 188  | 20  | —   | —   | —  | —   | —  |
| 1984–1985       | Minnesota-Duluth      | NCAA            | 48   | 32  | 28  | 60   | 12  | —   | —   | —  | —   | —  |
| 1985–1986       | Minnesota-Duluth      | NCAA            | 42   | 52  | 32  | 84   | 46  | —   | —   | —  | —   | —  |
| 1985–1986       | Calgary Flames        | NHL             | —    | —   | —   | —    | —   | 2   | 0   | 0  | 0   | 0  |
| 1986–1987       | Moncton Golden Flames | AHL             | 67   | 50  | 42  | 92   | 16  | 3   | 2   | 2  | 4   | 2  |
| 1986–1987       | Calgary Flames        | NHL             | 5    | 1   | 0   | 1    | 0   | 4   | 2   | 1  | 3   | 0  |
| 1987–1988       | Calgary Flames        | NHL             | 52   | 26  | 24  | 50   | 12  | —   | —   | —  | —   | —  |
| 1987–1988       | St. Louis Blues       | NHL             | 13   | 6   | 8   | 14   | 4   | 10  | 7   | 2  | 9   | 4  |
| 1988–1989       | St. Louis Blues       | NHL             | 78   | 41  | 43  | 84   | 33  | 10  | 5   | 5  | 10  | 6  |
| 1989–1990       | St. Louis Blues       | NHL             | 80   | 72  | 41  | 113  | 24  | 12  | 13  | 8  | 21  | 17 |
| 1990–1991       | St. Louis Blues       | NHL             | 78   | 86  | 45  | 131  | 22  | 13  | 11  | 8  | 19  | 4  |
| 1991–1992       | St. Louis Blues       | NHL             | 73   | 70  | 39  | 109  | 48  | 6   | 4   | 4  | 8   | 4  |
| 1992–1993       | St. Louis Blues       | NHL             | 80   | 54  | 47  | 101  | 41  | 11  | 8   | 5  | 13  | 2  |
| 1993–1994       | St. Louis Blues       | NHL             | 81   | 57  | 40  | 97   | 38  | 4   | 2   | 1  | 3   | 0  |
| 1994–1995       | St. Louis Blues       | NHL             | 48   | 29  | 21  | 50   | 10  | 7   | 6   | 2  | 8   | 0  |
| 1995–1996       | St. Louis Blues       | NHL             | 70   | 43  | 40  | 83   | 30  | 13  | 6   | 5  | 11  | 10 |
| 1996–1997       | St. Louis Blues       | NHL             | 77   | 42  | 40  | 82   | 10  | 6   | 2   | 7  | 9   | 2  |
| 1997–1998       | St. Louis Blues       | NHL             | 66   | 27  | 45  | 72   | 26  | 10  | 3   | 3  | 6   | 2  |
| 1998–1999       | Dallas Stars          | NHL             | 60   | 32  | 26  | 58   | 30  | 22  | 8   | 7  | 15  | 4  |
| 1999–2000       | Dallas Stars          | NHL             | 79   | 24  | 35  | 59   | 43  | 23  | 11  | 13 | 24  | 4  |
| 2000–2001       | Dallas Stars          | NHL             | 79   | 39  | 40  | 79   | 18  | 10  | 2   | 5  | 7   | 6  |
| 2001–2002       | Detroit Red Wings     | NHL             | 82   | 30  | 33  | 63   | 35  | 23  | 10  | 8  | 18  | 4  |
| 2002–2003       | Detroit Red Wings     | NHL             | 82   | 37  | 39  | 76   | 22  | 4   | 0   | 1  | 1   | 0  |
| 2003–2004       | Detroit Red Wings     | NHL             | 81   | 25  | 43  | 68   | 12  | 12  | 3   | 2  | 5   | 4  |
| 2005–2006       | Phoenix Coyotes       | NHL             | 5    | 0   | 1   | 1    | 0   | —   | —   | —  | —   | —  |
| NHL Összesített | NHL Összesített       | NHL Összesített | 1269 | 741 | 650 | 1391 | 458 | 202 | 103 | 87 | 190 | 73 |

## Díjai
- BCJHL Interior Division Első All-Star Csapat: 1983, 1984
- WCHA Freshman of the Year: 1985
- WCHA Első All-Star Csapat: 1986
- AHL Első All-Star Csapat: 1987
- Dudley "Red" Garrett-emlékdíj: 1987
- Lady Byng-emlékkupa: 1990
- Hart-emlékkupa: 1991
- Lester B. Pearson-díj: 1991
- Kanada-kupa ezüstérem: 1991
- NHL Első All-Star Csapat: 1990, 1991, 1992
- Dodge Ram Tough Award: 1990, 1991
- NHL All-Star Gála: 1989, 1990, 1992, 1993, 1994, 1996, 1997, 2001
- Világkupa All-Star Csapat: 1996
- Világkupa aranyérem: 1996
- Stanley-kupa: 1999, 2002
- Olimpiai ezüstérem: 2002
- Jégkorong Hírességek Csarnokának a tagja: 2009